# Julián Mellado
Julián Mellado é um município da Venezuela localizado no estado de Guárico.
A capital do município é a cidade de El Sombrero.